# Perifete (figlio di Anticlea)
Perifete è un personaggio della mitologia greca, figlio di Efesto o di Poseidone e di Anticlea. Era anche detto Corunete per la sua grossa clava di bronzo che utilizzava per uccidere le sue vittime, che il più delle volte aggrediva alle spalle. 
Nei dintorni di Epidauro incontra Teseo, che lo uccide con la sua stessa clava che poi conserverà e diventerà anche una delle sue armi preferite.